# Clarendon, Arkansas
Clarendon là một thành phố thuộc quận Monroe, tiểu bang Arkansas, Hoa Kỳ. Năm 2010, dân số của thành phố này là 1664 người.

## Dân số
- Dân số năm 2000: 1960 người.
- Dân số năm 2010: 1664 người.